# Mia Matsumiya
Mia Matsumiya est une violoniste américaine qui a été membre de Kayo Dot, Gregor Samsa et Tartar Lamb. Elle a également participé à des albums de Daughters et Ghastly City Sleep. En 2015, Son compte Instagram, reprenant les messages inappropriés qu'elle a reçus sur les médias sociaux durant les 10 dernières années, a reçu une audience internationale. 

## Biographie
Originaire de Needham, Massachusetts, Matsumiya a suivi une scolarité au lycée Commonwealth School de Boston. Après le lycée, elle a suivi les cours du Sarah Lawrence College de Bronxville, New York, qu'elle a quitté pour poursuivre la musique. Mesurant 145 cm (4'9"), Matsumiya se serait souvent cachée dans les casiers pendant le collège et dans les distributeurs de journaux plus tard,.

## Groupes
En 2003, Matsumiya a fait ses débuts avec l'album Choirs of the Eye de Kayo Dot et a contribué aux albums des 10 années suivantes. Elle apparaît plus tard sur l'album Rest de Gregor Samsa et sur un album avec Tartar Lamb,. En 2009, Elle participe aussi à l'album Part the Second de Maudlin of the Well.

## Discographie

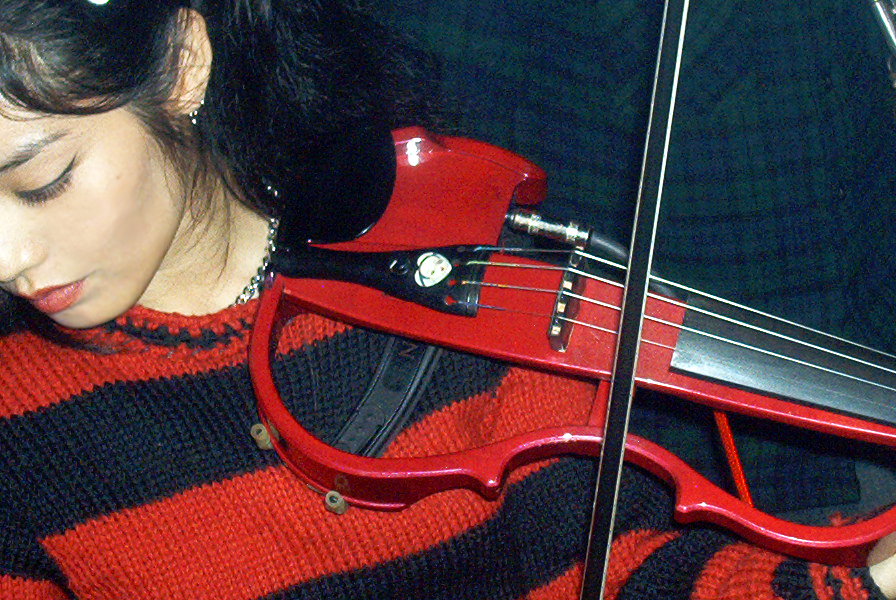
Matsumiya, en 2006

### Avec Maudlin of the Well
- Part the Second (2009)

### Avec Kayo Dot
- Choirs of the Eye (2003)
- Dowsing Anemone with Copper Tongue (2006)
- Don't Touch Dead Animals (2006) (split LP with Bloody Panda)
- Blue Lambency Downward (2008)
- Champions of Sound 2008 (2009) (split double 7" with Pelican, Stephen Brodsky, and Zozobra)
- Toying with the Insanities Vol. 1 (2009) (Candiria Remix album)
- Coyote (2010)
- Stained Glass EP (2010)
- Gamma Knife (2012)
- Hubardo (2013)

### Avec Gregor Samsa
- Rest (2008)
- Over Air (2009)

### Avec Tartar Lamb
- 60 Metonymies (2007)

## Filmographie
- Super (violoniste soliste)
- The Lazarus Project (violoniste soliste)
- Santiago (Magic Guitar Player)

## Compte Instagram
En 2015, Matsumiya a créé un compte Instagram appelé "Perv_magnet" (en français, "aimant à pervers"), où elle affiche les messages glauques qu'elle a reçus au cours des 10 dernières années. Selon Matsumiya, cette initiative a été mise sur pied pour mettre en évidence le harcèlement et le sexisme que les femmes subissent sur Internet, comparable au racisme dont elle est également victime. Cependant, elle a reçu quelques critiques de la part de personnes qui considèrent qu'elle a mis en ligne certains commentaires qui sont en fait des compliments, ce qu'elle réfute,,,. Dans une entrevue de 2014 pour Bearded Gentlemen Music, un ancien membre de Kayo Dot, Toby Driver, fait allusion aux harceleurs qu'elle a affrontés.